# Altes Land

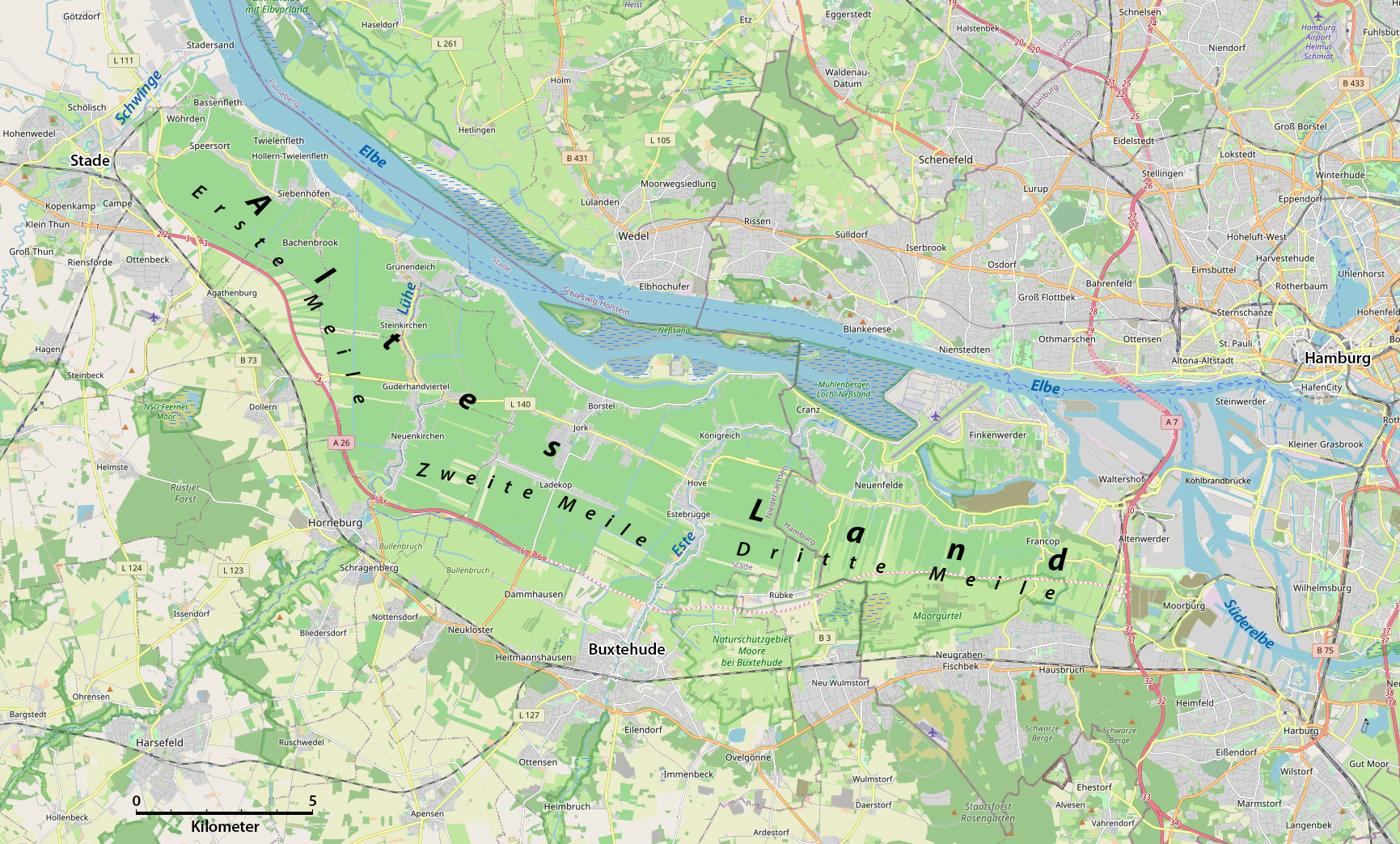
Karte des Alten Landes

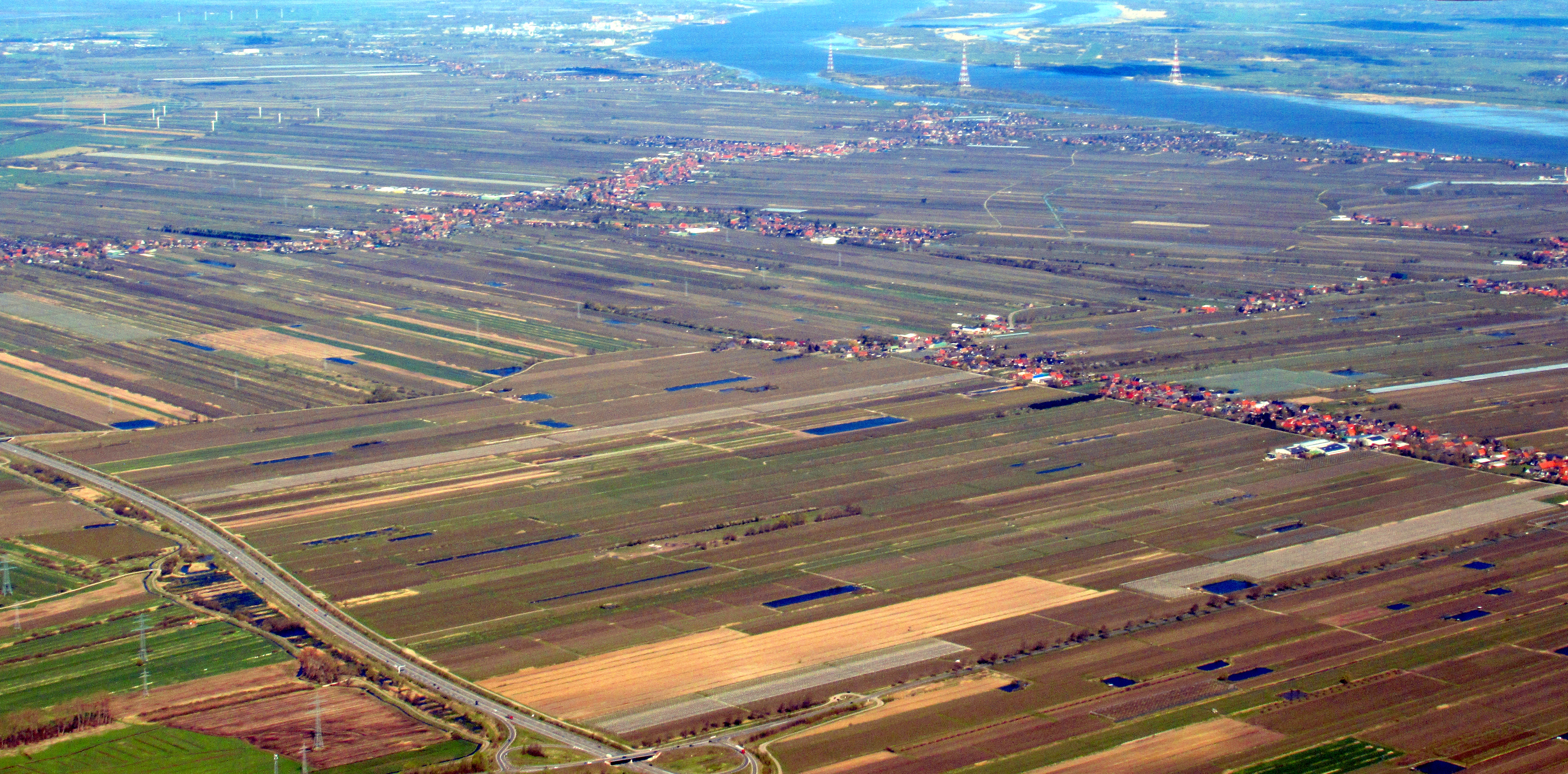
Das Alte Land zwischen Stade und Hamburg, Marschhufendorf Westerladekop.

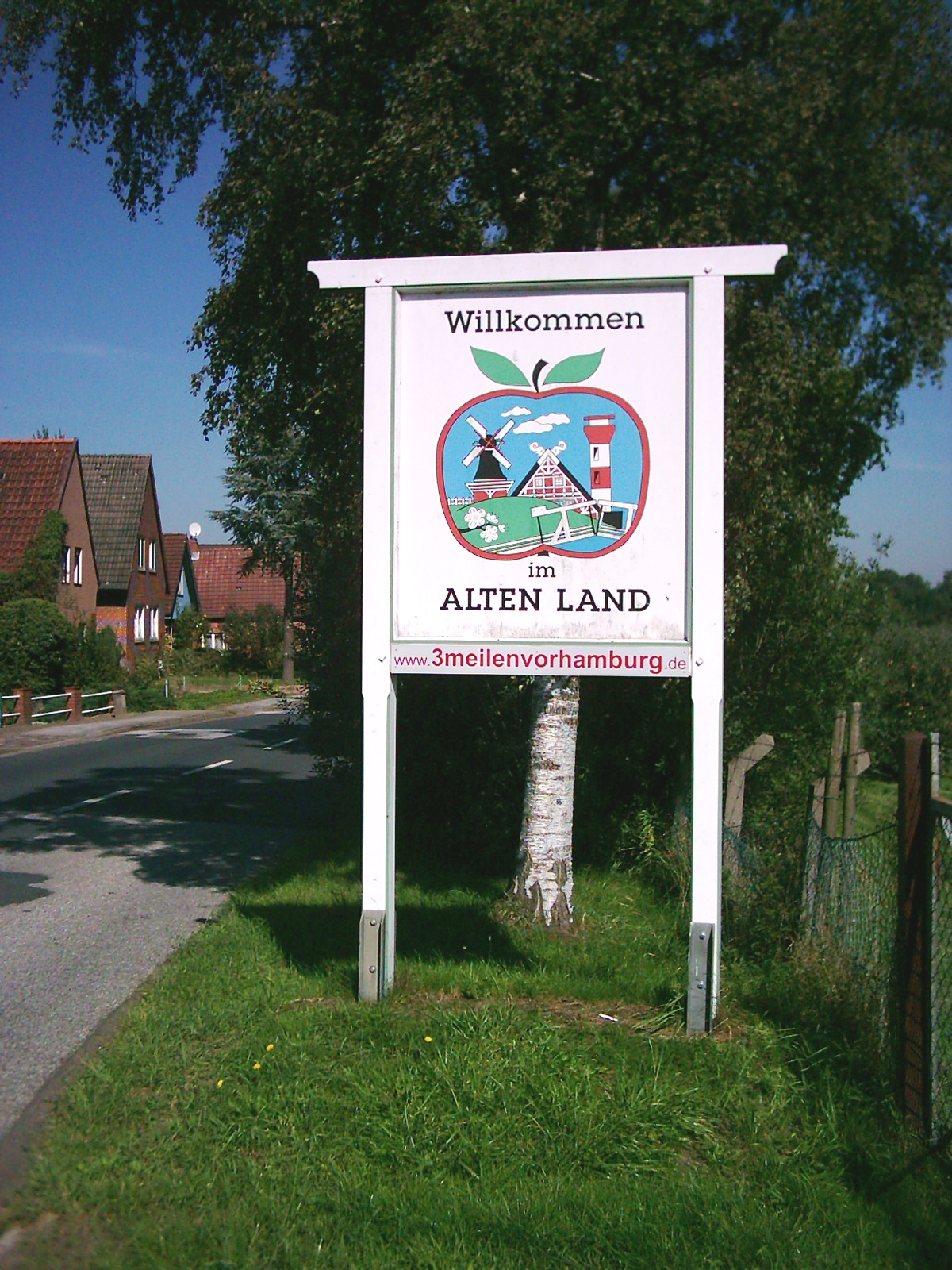
Willkommensschild in Francop

Das Alte Land ist ein Teil der Elbmarsch südwestlich der Elbe in Hamburg und in Niedersachsen. Es umfasst die Gemeinde Jork, die Samtgemeinde Lühe und den Neu Wulmstorfer Ortsteil Rübke in Niedersachsen sowie die Hamburger Stadtteile Neuenfelde, Cranz und Francop.
Zwei Bewerbungen in den Jahren 2012 und 2021 zur Aufnahme der Kulturlandschaft Altes Land auf die deutsche Tentativliste bei zukünftigen UNESCO-Welterbeanträgen waren nicht erfolgreich.

## Geschichte

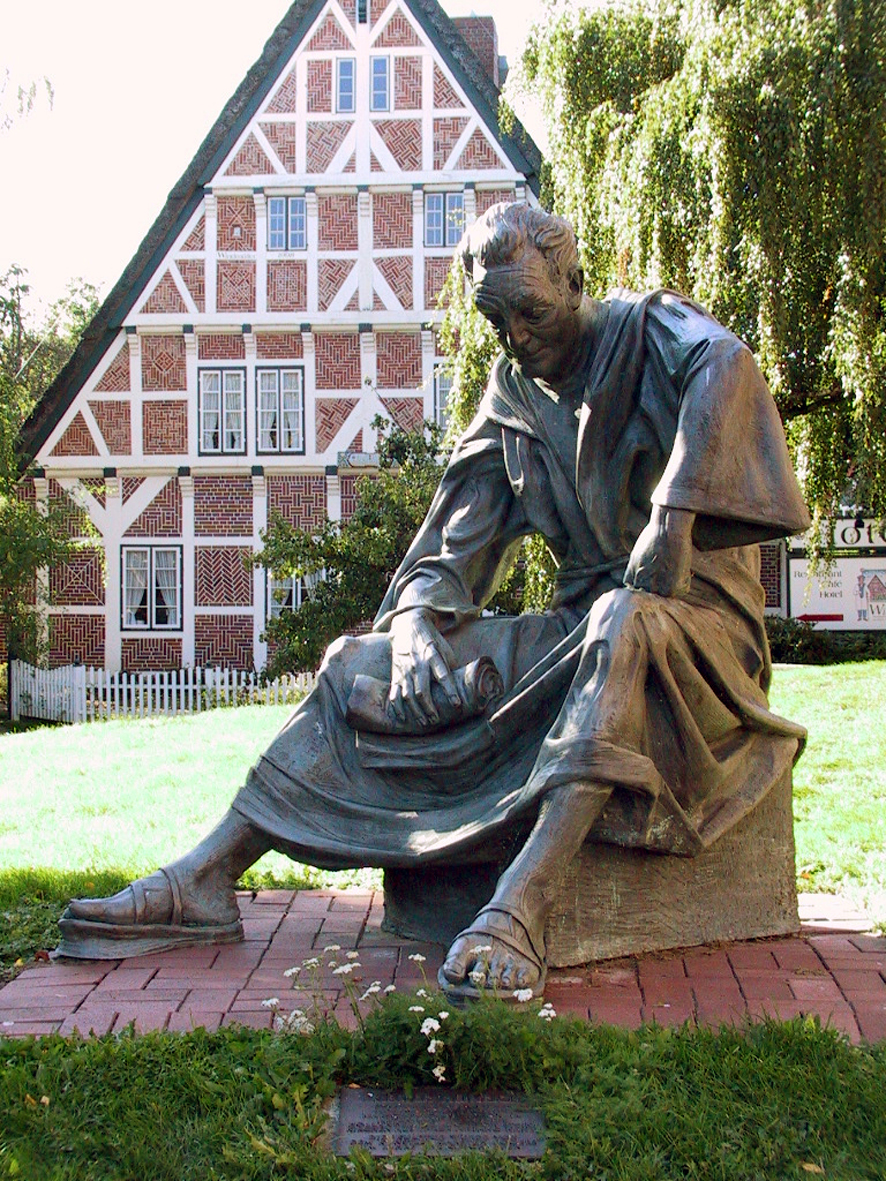
Denkmal von Priester Heinrich in Steinkirchen

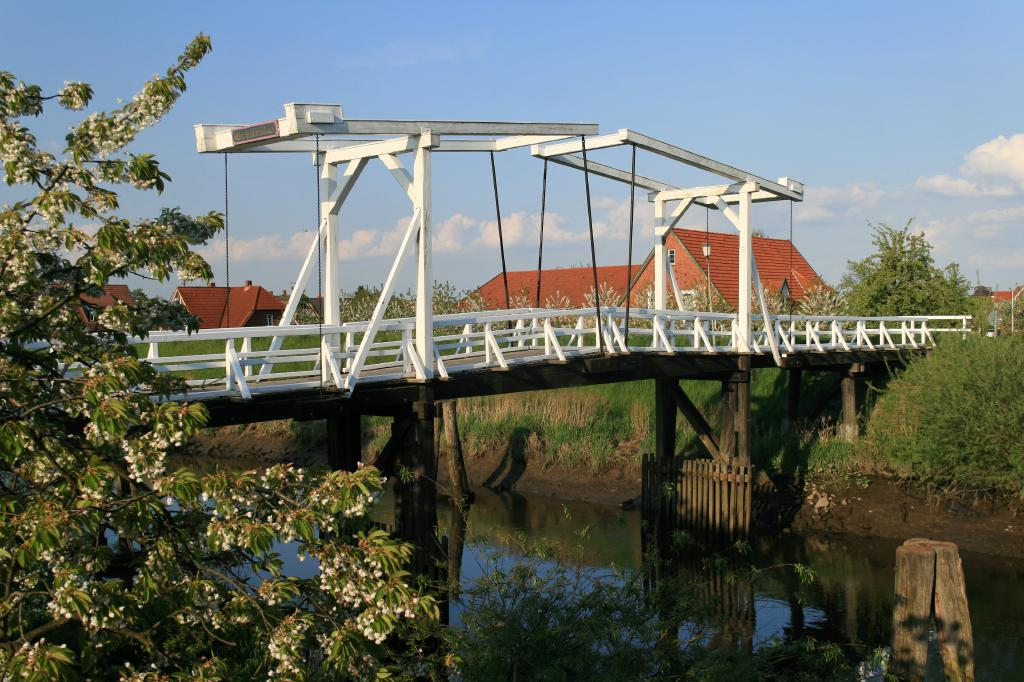
Bei der 1975 errichteten Hogendiekbrücke über die Lühe zwischen Steinkirchen und Mittelnkirchen ist der Einfluss der holländischen Besiedlung hier offensichtlich

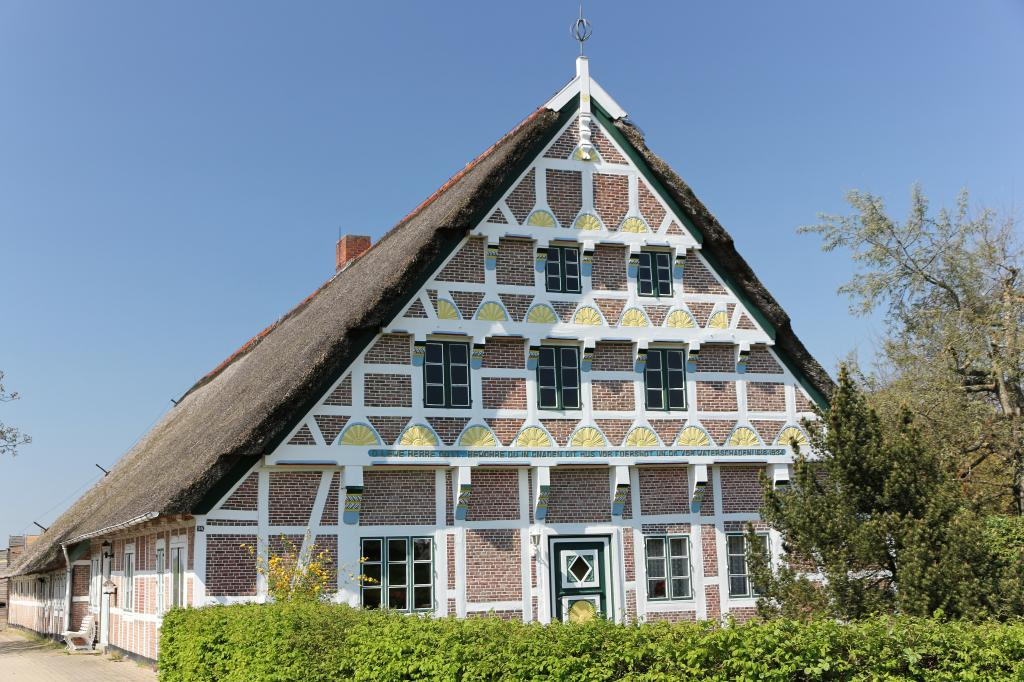
Reich verziertes Zweiständerhaus im typischen Stil des Alten Landes

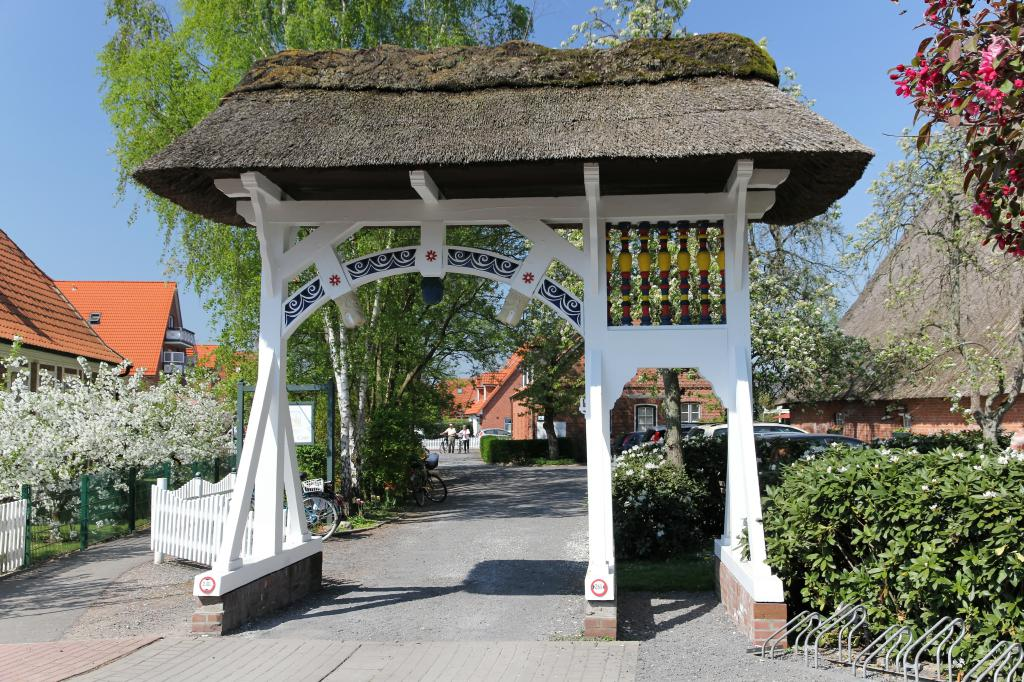
Prunkpforte „Grot Dor“ als Zeichen des Wohlstandes

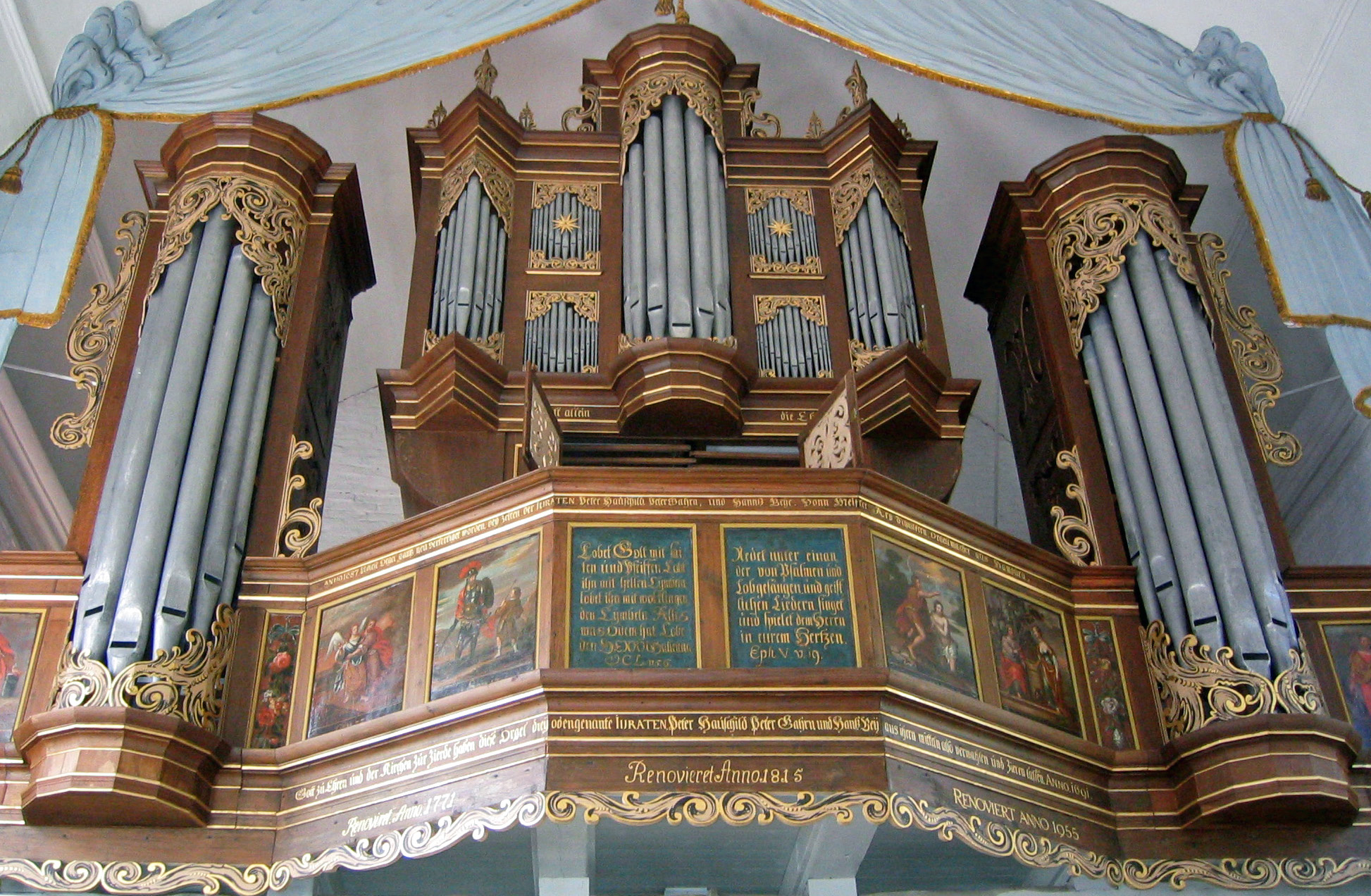
Die wertvollen alten Orgeln des Alten Landes, hier die Orgel von St. Martini et Nicolai (Steinkirchen) von Arp Schnitger

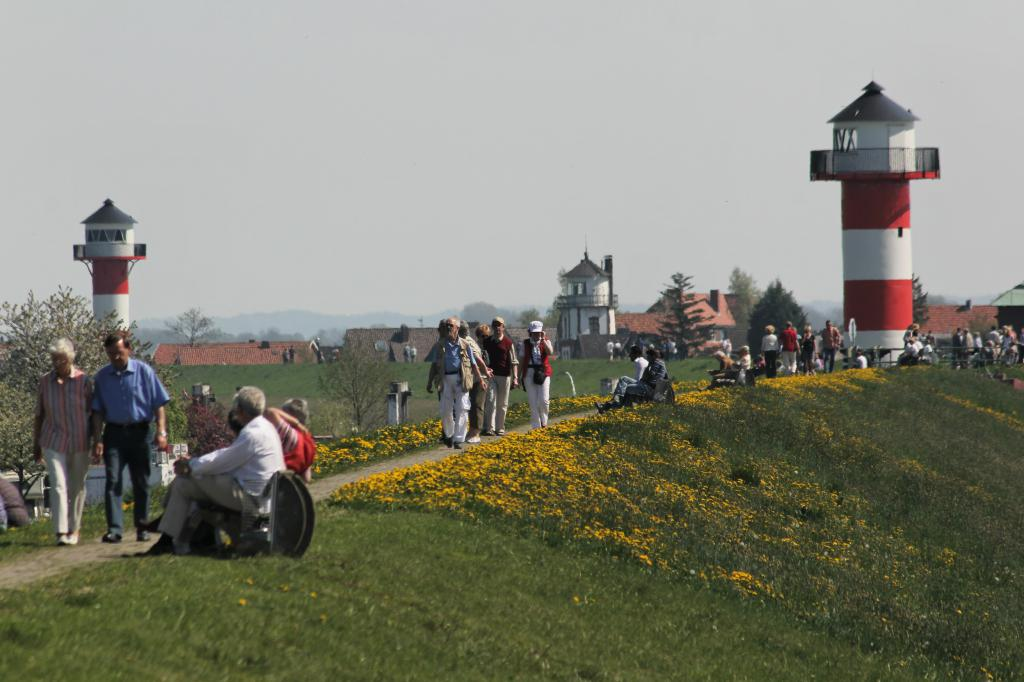
Das Alte Land ist ein beliebtes Naherholungsziel, hier der Elbdeich mit drei Leuchttürmen

Der Name Altes Land weist auf die Besiedlungsgeschichte hin. Auf Plattdeutsch heißt das Gebiet Olland (hochdeutsch „Altland“). Dieser Name war ursprünglich Gegenbegriff zu Neuland und bezeichnete das schon länger entwässerte und bebaute Land im Gegensatz zum neu gewonnenen. Er erinnert damit an die Kolonisierung durch niederländische Kolonisten zwischen 1130 und 1230. Auch der Name der Altländer Gemeinde Hollern geht auf die Holländer zurück.
Das Alte Land, das zum Erzstift Bremen gehörte, verfügte seit dem Mittelalter über eine Selbstverwaltung, zuletzt seit 1885 in Gestalt des preußischen Landkreises Jork, der neben dem Alten Land auch die Stadt Buxtehude und die Gemeinde Neuland umfasste. Die Auflösung des Landkreises 1932 bedeutete das Ende dieser Selbstverwaltung; der Teil westlich der Este wurde dem Landkreis Stade, der östlich davon dem Landkreis Harburg angeschlossen. Durch das Groß-Hamburg-Gesetz wurden 1937 die Gemeinden Cranz, Neuenfelde und Francop Hamburg angegliedert und 1938 eingemeindet. 1972 wurden die Orte Hove und Moorende aus dem Landkreis Harburg der Gemeinde Jork angeschlossen und gehören seitdem zum Landkreis Stade. Als einziger Teil des Alten Landes verblieb die Ortschaft Rübke – heute Teil der Gemeinde Neu Wulmstorf – beim Landkreis Harburg.
Seit 1993 erinnert ein Denkmal vor der St.-Martini-et-Nicolai-Kirche in Steinkirchen an den in der ersten Kolonisationsurkunde holländischer Siedler im Elbe-Weser-Dreieck von um 1113 genannten Priester Heinrich.

## Geografie

### Gliederung
Das Alte Land ist entlang des Elbufers in drei „Meilen“ gegliedert, die zugleich die Besiedlungsgeschichte widerspiegeln: Die Erste Meile, zwischen den Flüssen Schwinge und Lühe, wurde um 1140 eingedeicht und besiedelt. Die Zweite Meile umfasst das östlich davon gelegene Gebiet zwischen Lühe und Este, dessen Eindeichung Ende des 12. Jahrhunderts abgeschlossen war. Die Eindeichung der Dritten Meile zwischen Este und Süderelbe wurde erst Ende des 15. Jahrhunderts abgeschlossen, da das Gebiet besonders stark durch Sturmfluten gefährdet und betroffen war.
Schwerpunkt der Besiedlung sind die elbnahen Gebiete. Sie umfassen den fruchtbarsten Marschboden, während sich zur Geest hin ein Moorgürtel anschließt. Aufgrund der Fruchtbarkeit des Bodens bildete sich eine besondere bäuerliche Kultur aus. Die Dörfer sind Marschhufendörfer, bei denen die Höfe an der Straße liegen und das Land gleich hinter den Höfen beginnt. Kennzeichnend sind reich verzierte Bauernhäuser sowie insbesondere die typischen Prunkpforten.

### Naturräumliche Zuordnung
Das Alte Land (Nr. 670.02) gehört in der naturräumlichen Haupteinheit Harburger Elbmarschen (670) zu den Niedersächsischen Elbmarschen, in denen sich elbaufwärts von Hamburg die Winsener und die Lüneburger Elbmarsch und westlich von Stade das Land Kehdingen anschließen. Diese bilden zusammen mit den Holsteinischen Elbmarschen die Haupteinheitengruppe Untere Elbeniederung (Elbmarsch) (67).
Südöstlich grenzt das Alte Land an die Harburger Berge als Teil der Schwarzen Berge (640.00) in der naturräumlichen Haupteinheitengruppe Lüneburger Heide (64). Südwestlich schließt sich die Zevener Geest (634) der Haupteinheitengruppe Stader Geest (63) an.

### Historische Kulturlandschaft
Das Alte Land ist eine 106 km² große historische Kulturlandschaft von landesweiter Bedeutung innerhalb des Kulturlandschaftsraums Elbmarschen. Diese Zuordnung zu den Kulturlandschaften in Niedersachsen hat der Niedersächsische Landesbetrieb für Wasserwirtschaft, Küsten- und Naturschutz (NLWKN) 2018 getroffen. Ein besonderer, rechtlich verbindlicher Schutzstatus ist mit der Klassifizierung nicht verbunden.

## Obstbau
Das Alte Land ist das größte geschlossene Obstanbaugebiet Nordeuropas.
Erstmals schriftlich erwähnt wird der Obstanbau an der Niederelbe im Stadtbuch von Stade, wo am 25. März 1312 von einem innerhalb der Stadt gelegenen Pomarium (Obstgarten) der Herren des Klosters Sankt Georg die Rede ist. Im 17. Jahrhundert wurde bereits auf 200 Hektar Obst angebaut. In der zweiten Hälfte des 19. Jahrhunderts entwickelte sich der Obstbau zur dominierenden Nutzung im Raum und beherrscht somit seit über 150 Jahren das Gebiet. Heute reifen auf 10.700 Hektar Äpfel, Kirschen, Birnen und anderes Obst. 77 Prozent der Obstbäume im Obstbaugebiet Altes Land sind Äpfel und 12,7 Prozent Kirschen.
Im gesamten Alten Land werden die weit verbreiteten Kirschbäume vor räuberischen Vögeln, hauptsächlich vor Staren (auf plattdeutsch „Spreen“) besonders geschützt. Zunächst beschränkte sich das "Spreenhüten" auf Handklappern und Rufe (verbreitet waren z. B. die Rufe „Hoi hoi hoi“ und „Schu schu“), alsbald wurden auch automatisierte „Klappermühlen“ (kleine Windmühlen an langen Stangen, die laute klappernde Geräusche von sich geben) installiert.
In neuerer Zeit stellten die Landwirte in den Sommermonaten mit Propangas betriebene Knallapparate (auch „Kirschböller“, „Spreenkanone“ oder „Spreenhüter“ genannt) in die Obsthöfe. Diese kanonenähnlichen Apparate verursachen Explosionen, die täglich bis zu 15 Stunden lang je nach Windrichtung kilometerweit zu hören waren.
Seit Ende der 1980er-Jahre wird diese Technik mehr und mehr von Vogelschutznetzen verdrängt, die kurz vor dem Beginn der Kirschenzeit über die Baumreihen gezogen werden.

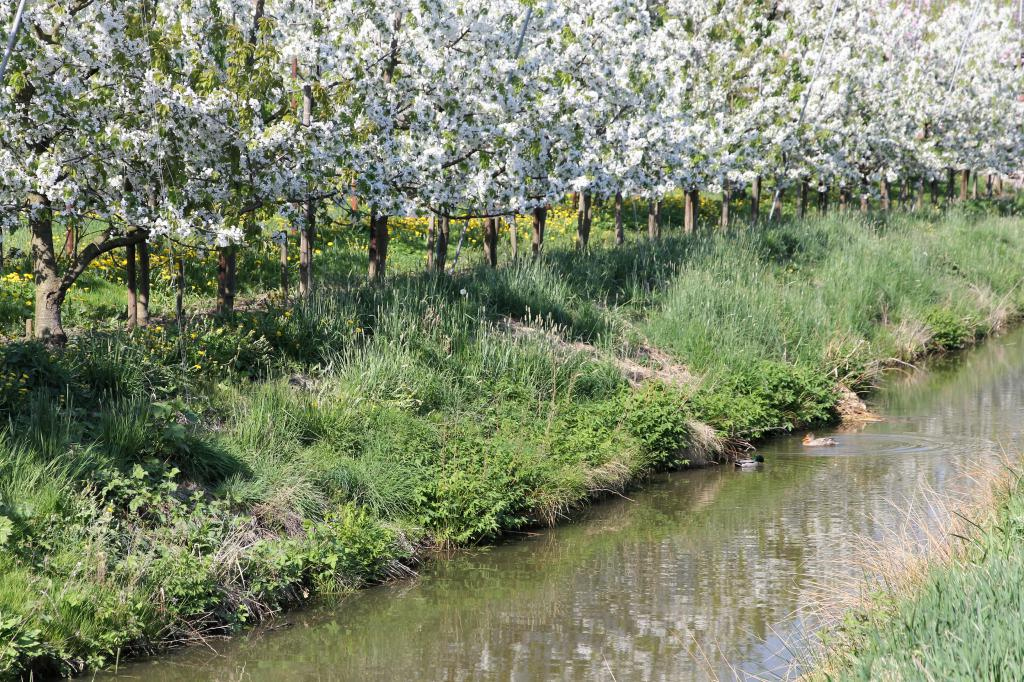
Entwässerungsgraben während der Obstblüte
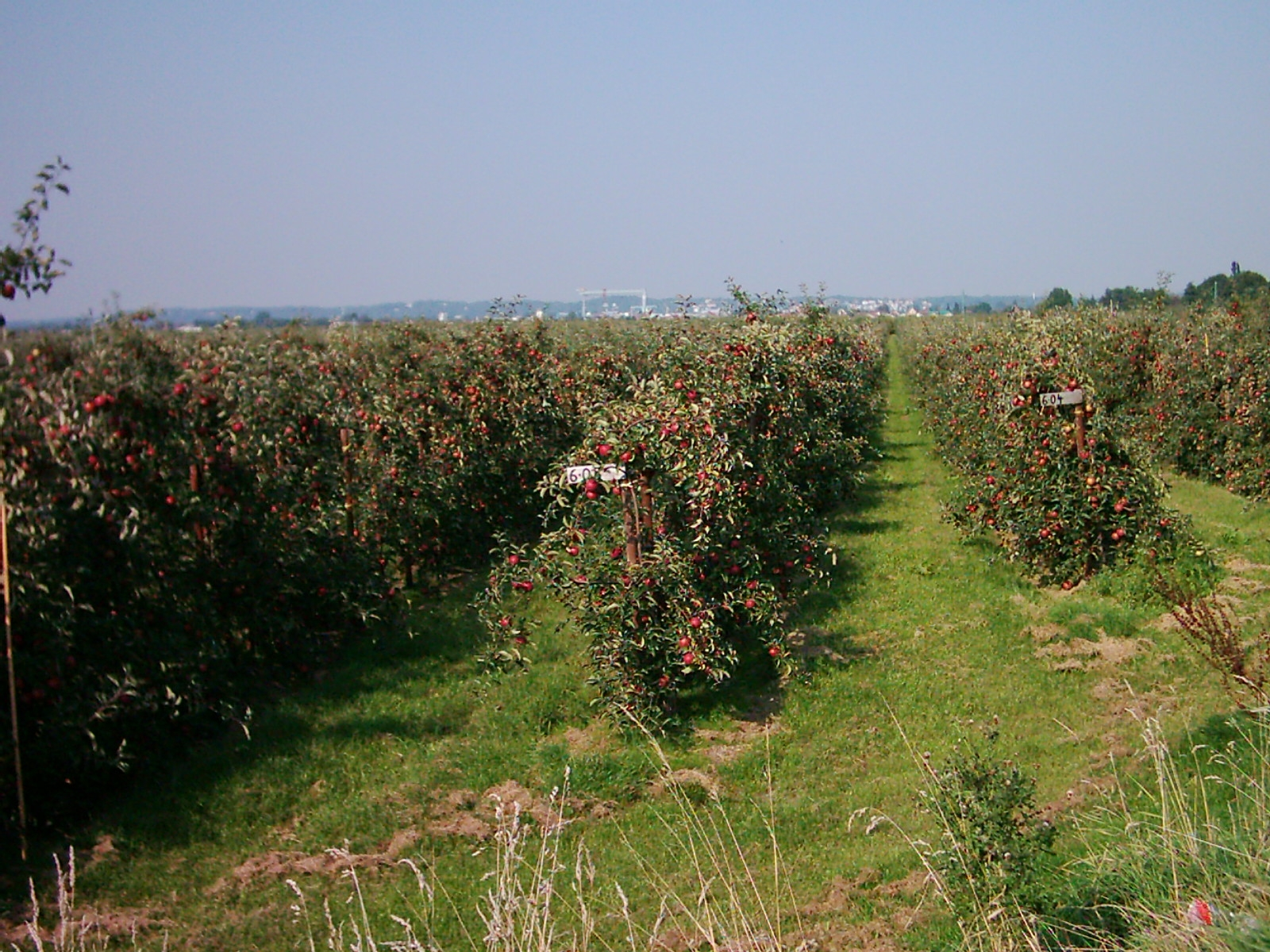
Apfelanbau in Rübke im Alten Land mit Blick auf Neuenfelde
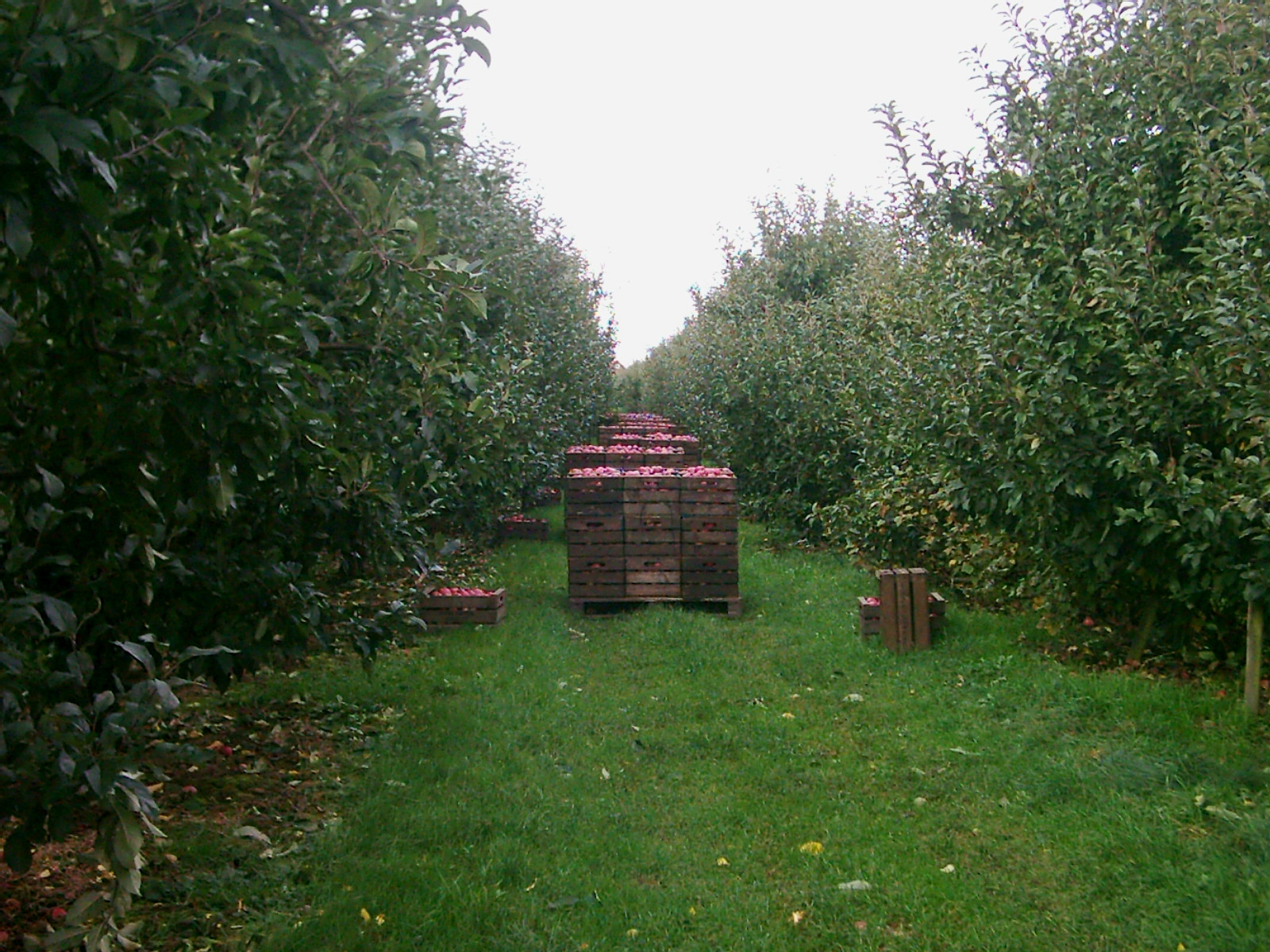
Apfelernte in Rübke im Alten Land

## Auswirkungen des Klimawandels
Die globale Erwärmung führt auch im Alten Land zu weitreichenden Veränderungen. So stieg die Durchschnittstemperatur im Alten Land seit 1975 um 1,7 Grad an. Dies hat weitreichende Folgen für die Obstblüte, die beispielsweise bei der Apfelsorte Roter Boskop mittlerweile mehrere Wochen früher einsetzt als noch im Jahr 1975. Obstbauexperten weisen darauf hin, dass das Gesamtsystem Obstanbau sehr anfällig für Veränderungen sei, etwa bei der Sonnenintensität und -dauer, und diese Komplexität dazu führe, dass das Wissen und der Erfahrungsschatz im Obstbau durch den Klimawandel entwertet würden. Zukünftig könnte aufgrund der klimabedingten Verschiebung von Vegetationszonen der Apfelanbau durch den Anbau von Pfirsichen und Aprikosen ersetzt werden.

## Bewerbungen für die Tentativliste als Welterbestätte
Der im Jahr 2011 gestellte Antrag, das Alte Land auf die Liste der Weltkulturerbestätten der UNESCO aufzunehmen, wurde im Jahr 2012 vom Niedersächsischen Ministerium für Wissenschaft und Kultur als erster Instanz zusammen mit einer Bewerbung aus dem Wendland („Rundlingdörfer im Hannoverschen Wendland“) als Erfolg versprechend bewertet. Das NWK meldete der Kultusministerkonferenz die beiden Vorschläge als niedersächsischen Beitrag zur Erstellung einer neuen deutschen Tentativliste. Die Kultusministerkonferenz als zweite Instanz entschied jedoch 2013 gegen den Antrag und platzierte das Alte Land nicht auf dieser Liste. Auf die Tentativliste der UNESCO (= dritte Instanz) hätte der Vorschlag nur dann gelangen können, wenn das Alte Land als einer von zwei Vorschlägen Deutschlands auf der deutschen Tentativliste aufgenommen worden wäre. Nicht alle Vorschläge jedoch, die dort platziert werden, werden bei Entscheidungen der UNESCO über die Verleihung des Welterbestatus (= vierte Instanz) berücksichtigt.
Die Kandidatur des Alten Landes wurde von den Initiatoren der Bewerbung damit begründet, dass die Landschaft ein herausragendes Beispiel einer hochmittelalterlichen Kolonisation durch Entwässerung des Sumpflandes durch holländische Siedler sei. Die damals angelegten linearen Strukturen der Landschaft seien gut erhalten und die zugehörigen Siedlungsstrukturen werden durch einen reichen und dichten bäuerlichen Gebäudebestand ergänzt. Auch der heute vorherrschende Obstanbau weist eine Kontinuität seit dem späten Mittelalter auf. Erfolgsaussichten bei der Kandidatur erhoffte sich das NWK dadurch, dass das Alte Land, wie auch die „Rundlingdörfer im Hannoverschen Wendland“, zu den unterrepräsentierten Kategorien der Kulturlandschaften und der bäuerlichen Architektur innerhalb des Welterbes gehöre.
Im Jahr 2021 wurde ein zweiter Versuch unternommen, das Alte Land auf der Tentativliste der UNESCO platzieren zu lassen. Der Versuch scheiterte dieses Mal daran, dass das NWK den Kandidaten für den Welterbestatus nicht auf seine Liste für die KMK setzte, obwohl sich die Initiatoren, die Gemeinden Jork und Lühe, darum bemüht hatten, die Fehler zu vermeiden, die zum Scheitern des ersten Versuchs geführt hatten.

## Blütenkönigin

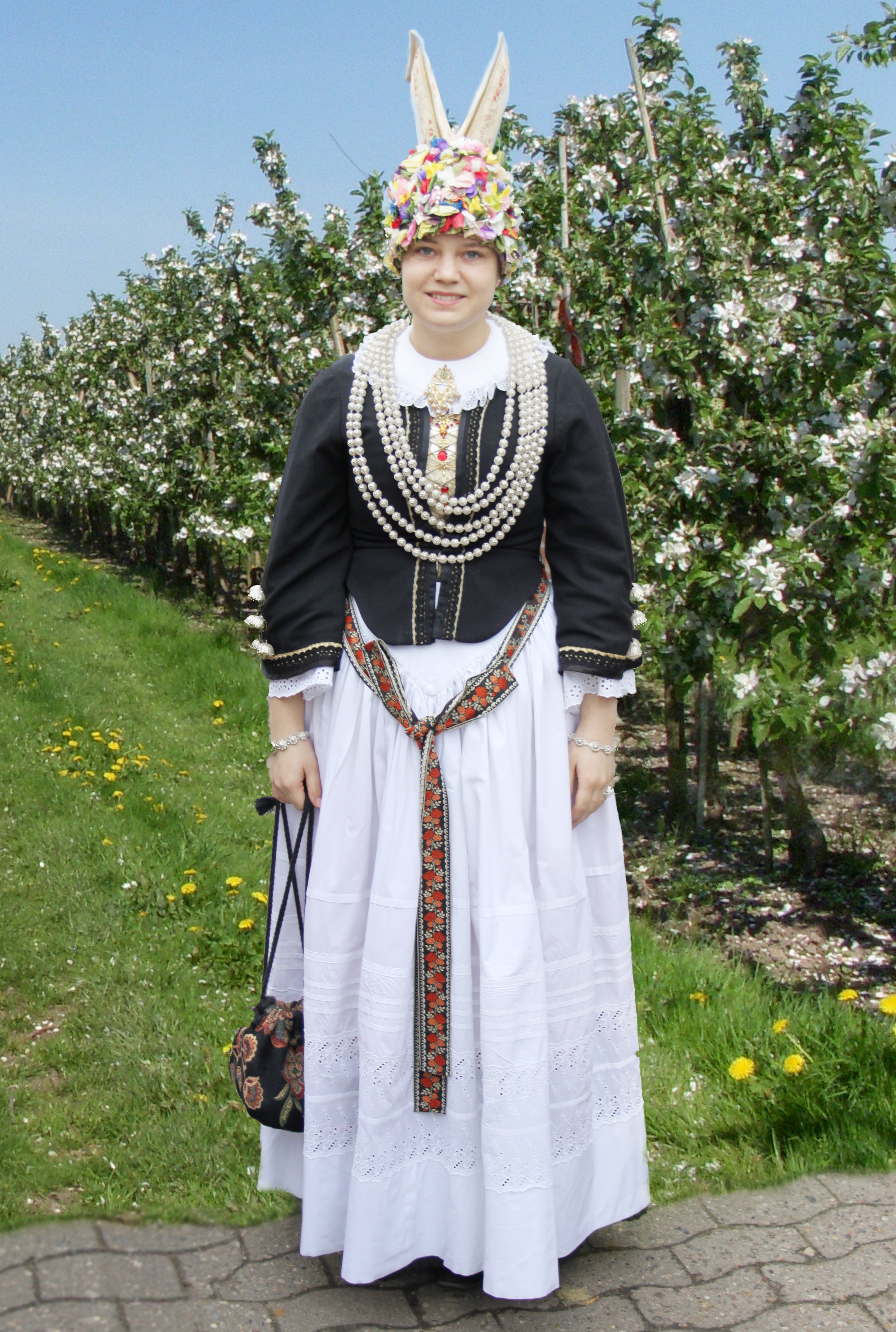
Blütenkönigin 2014/15

Jedes Jahr zum Blütenfest wird eine Blütenkönigin gekürt, die die traditionelle Altländer Hochzeitstracht trägt.